# Lichenophanes perrieri
Lichenophanes perrieri är en skalbaggsart som beskrevs av Pierre Lesne 1899. Lichenophanes perrieri ingår i släktet Lichenophanes och familjen kapuschongbaggar. Inga underarter finns listade i Catalogue of Life.